# Sacrifice Rock
Sacrifice Rock (en español, La Roca del Sacrificio) es un sitio nativo americano situado en Plymouth (Massachusetts), en la región de Pine Hills, en la zona norte del complejo residencial The Pinehills en Old Sandwich Road, en el que los indios americanos dejaban ramas y piedras a modo de ofrenda, para pedir seguridad en su viaje. Estas llegaron a formar una línea que permaneció hasta el siglo XIX, en que fue detsruido por el fuego.
Es propiedad de la Sociedad Anticuaria de Plymouth, que lo mantiene, garantizando su preservación para futuras generaciones y gestiona, después de que este le fuera entregado en 1928 por Abbott A. Raymond.
En 1940 fueron erigidos postes de cemento para marcar el sitio y sobre 1960 se añadió un monolito de piedra conmemorativo, que fue reemplazado por una placa de metal en 1991.